# Exapion fuscirostre flachi
Exapion fuscirostre flachi é uma subespécie de insetos coleópteros polífagos pertencente à família Apionidae.
A autoridade científica da subespécie é Wagner, tendo sido descrita no ano de 1906.
Trata-se de uma subespécie presente no território português.